# Kausea Natano
Kausea Natano (ur. 5 lipca 1957) – tuwalski polityk. Pełnił funkcję ministra komunikacji oraz wicepremiera (2010–2013). Od 19 września 2019 premier Tuvalu. W wyborach powszechnych w 2024 roku nie został wybrany do parlamentu, co skutkowało pozbawieniem go funkcji premiera państwa.